# Pedicularis evrardii
Pedicularis evrardii är en snyltrotsväxtart som beskrevs av Gustave Henri Bonati.
Pedicularis evrardii ingår i släktet spiror och familjen snyltrotsväxter. Inga underarter finns listade i Catalogue of Life.